# Sefton Central (circonscription britannique)

Sefton Central dans le Merseyside.

La circonscription de Sefton Central est une circonscription électorale anglaise située dans le Merseyside et représentée à la Chambre des communes du Parlement britannique.